# Huckleberry Hund
Huckleberry Hund (originaltitel Huckleberry Hound, på svenska även känd under originalnamnet och som Blåbärsjycken) är en serie av 57 amerikanska animerade kortfilmer producerade av Hanna-Barbera Productions och visade på amerikansk TV 1958–1961, samt namnet på dess huvudperson.
Huckleberry Hund-filmerna ingick som ett av tre inslag i tv-serien The Huckleberry Hound Show, den första TV-serie som enbart bestod av nyproducerat Hanna-Barbera-material.

## Handling och rollfigurer
Hucklebery Hund - många gånger förkortat "Huck" - är en blå antropomorf hund med amerikansk sydstatsdialekt och förkärlek till sången "Oh My Darling, Clementine". Han framställs som en sansad, godmodig och välmenande individ, som i varje film sätts in i ett nytt sammanhang; bland de roller han intar märks riddare, brandman, polis, tjurfäktare och - något oväntat - hundfångare. Hans röst gjordes av Daws Butler.
Som enda återkommande bifigur märks Powerful Pierre, en kraftigt byggd orakad människa med fransk brytning, som återkommer i rollen som Hucks antagonist i några av filmerna.

## Huckleberry Hund i Sverige
Huckleberry Hund-filmer har i Sverige visats i TV3:s Barntrean och finns utgivna på vhs.

## Produktion
The Huckleberry Hound Show visades med ett avsnitt i veckan under åren 1958-1961, och en Huckleberry Hund-film visades som öppningsfilm i samtliga 57 avsnitt av serien, som också bestod av Pixie och Dixie,  Yogi Björn (1958-1959) och Hokey Wolf (1960-1961).

### Säsong 1
1. Huckleberry Hound Meets Wee Willie (2 oktober 1958)
2. Lion-Hearted Huck (9 oktober 1958)
3. Tricky Trapper (16 oktober 1958)
4. Sir Huckleberry Hound (23 oktober 1958)
5. Sheriff Huckleberry (30 oktober 1958)
6. Rustler Hustler Huck (6 november 1958)
7. Freeway Patrol (13 november 1958)
8. Cock-a-Doodle Huck (20 november 1958)
9. Two Corny Crows (27 november 1958)
10. Fireman Huck (11 december 1958)
11. Dragon-Slayer Huck (18 december 1958)
12. Hookey Daze (1 januari 1959)
13. Skeeter Trouble (8 januari 1959)
14. Sheep-Shape Sheepherder (22 januari 1959)
15. Barbecue Hound (29 januari 1959)
16. Hokum Smokum (12 februari 1959)
17. Bird House Blues (19 februari 1959)
18. Postman Panic (26 februari 1959)
19. Ski Champ Chump (5 mars 1959)
20. Lion Tamer Huck (12 mars 1959)
21. Little Red Riding Huck (19 mars 1959)
22. The Tough Little Termite (26 mars 1959)

### Säsong 2
1. Grim Pilgrim (12 september 1959)
2. Ten Pin Alley (19 september 1959)
3. Jolly Roger And Out (26 september 1959)
4. Nottingham And Yeggs (3 oktober 1959)
5. Somebody's Lion (10 oktober 1959)
6. Cop And Saucer (17 oktober 1959)
7. Pony Boy Huck (24 oktober 1959)
8. A Bully Dog (31 oktober 1959)
9. Huck The Giant Killer (7 november 1959)
10. Pet Vet (14 november 1959)
11. Piccadilly Dilly (21 november 1959)
12. Wiki Waki Huck (28 november 1959)
13. Huck's Hack (5 december 1959)

### Säsong 3
1. Spud Dud (11 september 1960)
2. Legion Bound Hound (18 september 1960)
3. Science Friction (25 september 1960)
4. Nuts Over Mutts (2 oktober 1960)
5. Knight School (9 oktober 1960)
6. Huck Hound's Tale (16 oktober 1960)
7. The Unmasked Avenger (23 oktober 1960)
8. Hillbilly Huck (30 oktober 1960)
9. Fast Gun Huck (6 november 1960)
10. Astro-nut Huck (13 november 1960)
11. Huck And Ladder (20 november 1960)
12. Lawman Huck (27 november 1960)
13. Cluck And Dagger (4 december 1960)

### Säsong 4
1. Caveman Huck (18 augusti 1961)
2. Huck Of The Irish (25 augusti 1961)
3. Jungle Bungle (1 september 1961)
4. Bullfighter Huck (8 september 1961)
5. Ben Huck (15 september 1961)
6. Huck' dé Paree (22 september 1961)
7. Bars And Stripes (29 september 1961)
8. Scrubby Brush Man (6 oktober 1961)
9. Two For Tee Vee (13 oktober 1961)

## Senare framträdanden
Precis som merparten av figurerna ur 1960-talets Hanna-Barbera-produktion medverkade Huckleberry Hund i flera senare tv-serier, vanligen som en i gänget som leds av Yogi Björn.
- Yogi's Gang (1973-1974)
- Laff-A-Lympics (1977-1980)
- Yogi's Space Race (1978-1979)
- Galaxy Goof-Ups (1978-1979)
- Yogi's Treasure Hunt (1985-1986, på svenska under titeln Yogis skattjakt)
- Wake, Rattle and Roll (1990-1991)
- Yo Yogi! (1991-1992)

I maj 2000 parodierades Huckleberry Hund i ett avsnitt av Simpsons, där han hade en cameoroll, sägandes "I was so gay... but I couldn't tell anyone." ("Jag var så homosexuell ... men jag kunde inte berätta för någon.")

## Långfilm
1988 fick Huckleberry Hundhuvudrollen i en långfilm producerad för tv; Huckleberry Hound: Västerns tuffaste hund (The Good, the Bad, and Huckleberry Hound) i vilken han är sheriff i Vilda Västern.